# NH Foods
NH Foods Ltd. (日本ハム株式会社  Nippon Hamu Kabushiki-gaisha) er en japansk multinational fødevarevirksomhed og kødproducent med hovedkvarter i Osaka. Den blev etableret i 1949 og kendes ofte som Nippon Ham. De ejer baseballholdet Hokkaido Nippon-Ham Fighters og har delejerskab i fodboldklubben Cerezo Osaka.